# Ошель
Ошель (тат. Ашлы, чув. Ишлĕ, Ăшел) — средневековый город в Волжской Булгарии (X-XIII век). Предположительные археологические остатки города — Богдашкинское городище (Тетюшский район, Республика Татарстан) — в Российской Федерации являются объектом культурного наследия федерального значения.

## Общие сведения
Ошель упоминается в связи с военным походом Святослава, брата великого князя Юрия Всеволодовича, в Воскресенской, Никоновской, Лаврентьевской, Тверской, Холмогорской, Симеоновской летописях, Степенной книге под 1220 годом. В ходе этого похода город был захвачен и сожжен. Возродиться город не сумел и прекратил своё существование в 1236 году. Археологические остатки города — Богдашкинское городище, расположенное в 0,9 км к северу от села Богдашкино (Тетюшский район, Республика Татарстан). Имеется также высказанная ульяновским историком Радием Губайдулловым гипотеза о локализации остатков города Ошеля на месте Староалейкинского городища, расположенного на правом берегу Свияги у села Старое Алейкино Ульяновского района Ульяновской области [4;5].

## Археологические исследования Богдашкинского городища
Богдашкинское городище как историко-археологический памятник было открыто в 1909 году Г. Н. Ахмаровым. В 1949–50 гг. было обследовано Н. Ф. Калининым. В 1954 году обследование было продолжено Т. А. Хлебниковой. В 1988–90 гг. исследовалось И. Л. Измайловым.

## Описание Богдашкинского городища
Городище расположено к северу в 0,9 км от села Богдашкино, на равнине между оврагами, идущими с севера на юг и выходящими к реке Кильна (правый приток реки Свияга). Городище имеет подквадратную форму, ориентированную углами по сторонам света. Общая площадь городища составляет 770 000 м². В юго-западной части городища сохранились следы цитадели. Цитадель имела размеры 500×200 м и была с внутренней стороны укреплена двумя рвами и валом между ними.

## Название
Наименование "Богдашкинского городища" было зафиксировано этнографами от так называемых "Буинских чуваш" как "Ăшел" что на русский лад произносится "Ошель". Топонимика состоит из словосочетания "Ăш" - внутренний или тёплый и "ель" - "поселение". В чувашском языке конечные слова в названиях селений имеют формы: Ял, Ел, Эль, Аль, Иль, Киль - все это однозначные слова, со смыслом Поселение, Племя, Род. Примеры чувашских названий поселений на Ель: Элшел (Альшеево), Чăвашель (Чувашкино),  Ушуткел (Малое Ишуткино),  Кивĕ Ӳсель (Старое Узеево),  Уштел (Самсоновка), Кив Усмел (Никиткино), (Клементейкино), Çĕпрель (Дрожжаново), Парăсел (Борискино),  Упиел (Убейкино),  Вăтам Вăкăръел (Средняя Быковка), Инель, Кинель, Ăрсиел (Рысайкино),  Илекел (Илингино). Примеры на Аль: Стюхино (Стуххаль), Староганькино (Питтёпаль), Терегаль (Тĕрĕкаль), Султангулово (Султанкăл), Старое Якушкино (Кив Якаль). Примеры на Ял: Сурьял, Синьялы, Аслыялы.
Часто связывают с родоплеменным названием части булгар как Аскелов (Эскелы) - от Ас старший, внутренний и Кел, Киль, Ель - род, племя, поселение.